# Кардафлей
Кардафлей — эрзянское село в Сосновоборском районе Пензенской области России. Входит в состав Вязовского сельсовета.

## География
Село находится в восточной части Пензенской области, в пределах Приволжской возвышенности, в лесостепной зоне, на берегах реки Катмис, на расстоянии примерно 14 километров (по прямой) к западу-северо-западу от Сосновоборска, административного центра района. Абсолютная высота — 231 метр над уровнем моря.

### Климат
Климат характеризуется как умеренно континентальный, с холодной продолжительной зимой и тёплым летом. Средняя температура воздуха самого тёплого месяца (июля) — 19 °C (абсолютный максимум — 39 °C); самого холодного (января) — −13 °C (абсолютный минимум — −46 °C). Среднегодовое количество атмосферных осадков варьируется от 480 до 627 мм, из которых большая часть выпадает в тёплый период. Снежный покров держится в течение 150—160 дней.

### Часовой пояс
Село Кардафлей, как и вся Пензенская область, находится в часовой зоне МСК (московское время). Смещение применяемого времени относительно UTC составляет +3:00.

## История
Основана в 1720-е годы ясачной эрзей, выходцами из деревни Верхний Катмис, как деревня Катмис, Кардавлей тож, при слиянии одноименных речек.

## Этимология
Название от эрзянского кардо («хлев, двор для скота»), -ов (показатель прилагательного), лей («речка»).

## Этнография

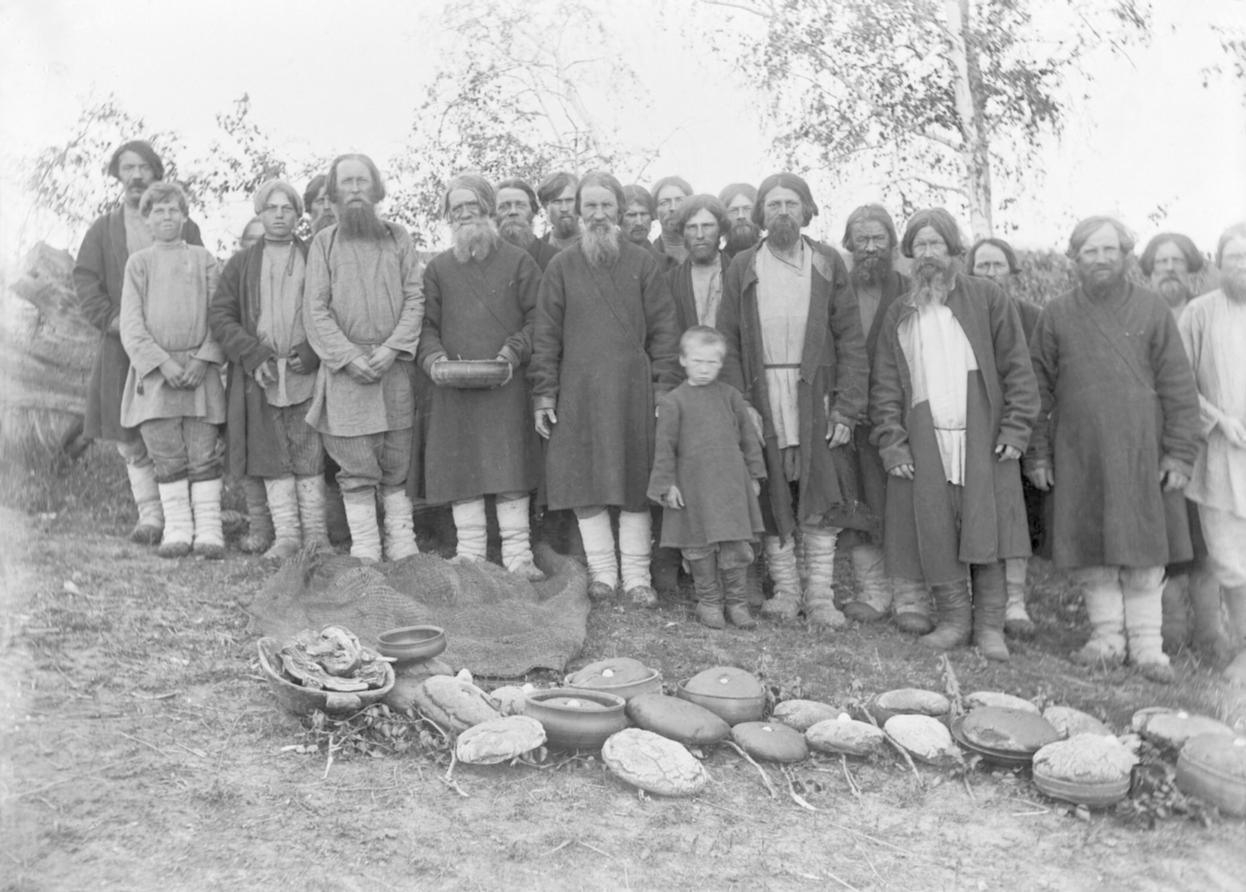
Данную фотографию сделал ученый-этнограф Макар Евсевьев в деревне Кардафлей Городищенского уезда Пензенской губернии. На снимке группа мужчин в крестьянской одежде стоит перед разложенной на земле обрядовой пищей и посудой. Мужчины одеты в длинные рубахи-косоворотки из домашнего холста «цёрань панар». Такую рубаху подпоясывали узким тканым поясом «каркс». Штаны-порты из полосатой набойки назывались «понкст», а верхняя одежда из домотканого сукна — «сумань». Ноги обернуты портянками «пракстат» и обуты в лапти «кархть», или сапоги «кямот». И мужчины, и мальчики носили длинные волосы, остриженные «в кружок». Стригли волосы обычно женщины — теми же ножницами, что и овец. На голову надевали горшок, чтобы стричь по его краю. Брить голову считалось большим грехом. Чтобы волосы лежали ровнее, их смазывали маслом.

Выдающийся эрзянский этнограф М.Е. Евсевьев, проведя в 1892 году в деревне Кардафлей Городищенского уезда целое лето, писал: «Кардафлейская мордва, несмотря на свое почти двухсотлетнее пребывание в лоне православной церкви, весьма немного успела заимствовать от неё, кроме чисто внешней стороны: она усердно соблюдает посты, ходит в церковь, ставит свечи перед иконами и в то же время – и, кажется, ещё усреднее – исполняет и все языческие обряды».
С наступлением лета в Кардафлее начинается ряд общественных языческих молений:
1. В день Вознесения Господня совершается Алашань оскс — лошадиное моление, т.е. моление о лошадях.
2. В первое воскресенье после Вознесения — Скалынь оскс — коровье моление.
3. В Петров день (29 июня) — Петров оскс или баран оскс.
4. В первое воскресенье после Петрова дня — Бабань каша.
5. В день Флора и Лавра (18 августа) — Крёлов оскс.
6. В день Симеона Столпника (1 сентября) — Оземь оскс.
7. 6 декабря и 9 мая — Микулань оскс.
Дохристианские религиозные озксы-моляны — от слова «озномс», что в переводе означает «молиться» — появились еще во времена первобытно-родового строя, но основной их комплекс сложился с развитием земледелия. Моляны, которые устраивали всем селом, назывались общественными. Такие обряды проводили, например, перед первым выгоном скота на луга, до начала пахоты и сева, в преддверии уборки урожая.
Этнограф Макар Евсевьев писал: «Общественные моления всегда совершались за деревней у ручья или родника, а так как в старое время леса находились всегда близко к деревне, то моления обычно происходили у опушки леса под дубом, вязом, липой, березой или сосной, но осину и ель мордва избегала. На одних молениях участвовали одни только мужчины, или только одни женщины, а на других могли участвовать те и другие вместе. Жрецов, для совершения обрядов, у мордвы не было».
В начале июня проходило моление «алашань оскс» или «моление о лошадях». В ходе него жители села молились о здоровье и размножении лошадей. Это был исключительно мужской обряд, женщин на него не допускали.
Моление это совершается на высоком берегу протекающей через деревню речки Катмис. Местность эта раньше была покрыта хвойным лесом. Лес теперь вырублен; оставлена была только та сосна, у корня которой совершается молениe. Лет пятнадцать назад и эту сосну свалила буря, но дерево до сего времени лежит на месте; оно считается священным: ни один эрзянин не смеет дотронуться до него.
За день до моления сельский староста покупает на общественный деньги пуд или два меду для пуре (медовый квас), достаточное количество свинины и гуся и отдает все это тем трем хозяевам, чья очередь приготовлять моление. Эти домохозяева накануне моления переселяются — со всеми принадлежностями к молению: дровами, котлами, чашками — к указанной сосне и там приготовляют медовый квас и прочее.
Из каждого дома на моление идет по одному человеку, каждый берет с собою ситный хлеб, немного соли в мешочке и ложку. Хлеб этот печется нарочно для моления; сверху в него запекается куриное яйцо — так, чтобы большая половина яйца находилась в хлебе. Принесенные хлебы ставятся в ряд на земле, и перед ними на воткнутый в землю шест ставится икона Флора и Лавра с зажженной свечей. Трое выбранных стариков выступают вперед и начинают молиться пред иконой на восток и читать молитвы: „Вере пас корьминець, Крёл-Лавер! Вапыть велинь сядынь алашатьнинь сякый душманда, апарэда! Чачеза сюра, раштаст живатат!“ (Вышний Бог, кормилец Флор-Лавр! Сохрани лошадей [нашей] деревни от всякаго зла и лиха! Пусть уродится хлеб и размножится скот). С этой же просьбой обращаются и к предкам. По окончании молитв выбранные старики обходят три раза вокруг поставленных хлебов, касаясь обеими руками каждого; при обходе в третий раз, один из стариков, который идет впереди, берет в руки нож и чашку и из каждого хлеба вырезывает по маленькому кусочку и кладет в эту чашку. Вырезанные кусочки потом относят в сторону под кустик и там зарывают в землю. После этого начинают обедать и пить медовый квас.
Этот обряд проводили после окончания весенней пахоты, когда главную часть работы как раз выполняли лошади и необходимо было восстановить их силы до осенней страды.
Евсевьеву удалось сфотографировать и описать моление в деревне Кардафлей. Крестьяне неохотно допускали посторонних на свои сакральные ритуалы, поэтому этнографу потребовалось много времени, чтобы реализовать свой план.
Около 14 ноября в Кардафлее совершается, в каждом доме отдельно, моление богу двора – Юртавань оскс. Моление это соответствует волгапинскому "калдаз оскс". Оно совершается так же, как и в Волгапино, с той лишь разницей, что в Кардафлее молятся в конюшне, а не в хлеве, как в Волгапино.
Рождественский сочельник по-эрзянски называется калядань чи – день коляды. В этот день в Кардафлее ребятишки ходят по домам, поют колядки и собирают пирожки — калядань прякинить.
В день Рождества Христова кардафлейская эрзя, „молят" свиную голову. Вечером свиная голова ставится на стол. Рядом с ней ставят горшок каши с воткнутой в нее ложкой, коровай хлеба, чашку яиц и круп для кушанья. Пред иконами зажигается свеча. Хозяйка дома читает вслух следующую молитву: „Вере пас, покш пас корминець, кардас-сярка матушка, середа азэр-ава, Пятниця Прасковья, Чокшнынь зоря Дария, валцькинь зоря Мария! Вана тыньк лемызыньк тувынь пря пидиникь; кши сал анэк-стыникь. Ванэда ванэмнеценьк, тряда трямнеценьк. Зняра кашаньть ямксэнза, максэда миньдеенек зняра эрьме, пара. Ванэда мастэр ланта якамста сякэй таркада, лихойде, злодейде. Be боксынык чи пазысь, омбыце боксынык ков пазысь, а велькснэнэк сонць пазысь. Покштят бабат тыньгак ванэда якамста, пакамста и стямста, и прамста. Куд-юртава корьминець, тон-гак ванэк". (Высший Бог, Великий Бог, кормилец, кардас-сярко матушка! Среда хозяйка, Пятница Прасковья, Вечерняя Заря-Дарья, Утренняя Заря-Марья. Для вас мы сварили свиную голову, приготовили хлеба-соли. Берегите, что вам нужно беречь [т.е. живущих в доме]. Питайте, кого вам следует питать. Сколько крупинок в этом горшке, дайте нам столько добра и богатства. Берегите нас в то время, когда мы ходим по земле, от всякого зла, лиходея и злодея. Пусть будет по одну нашу сторону солнце-бог, но другую — луна-бог, а над нами — сам Бог. Прадеды и прабабушки [перечисляет всех], и вы берегите нас, когда мы ходим, встаем, ложимся. Хранительница дома Юртава, кормилица, храни нас и ты).
После этого хозяйка отрезает горбушку от поставленного на стол каравая, кладет на нее разрезанное на четыре части яйцо и несколько кусочков свинины, обводит горбушку несколько раз вокруг стола и затем находящиеся на ней кусочки делить между присутствующими. Каждый из семейных берет с горбушки кусочек и помянает предков, говоря: „Дедушки, бабушки, да будет на нас ваше благословение. Я молиться не умею, не оставляйте меня без своего питания и хранения".
Затем все садятся за стол, и начинается ужин. Разсказывали, что в прежнее время это моление в Кардафлее совершалось всем родом вместе. Сначала молились на одном дворе, потом переходили на другой. По окончании молений опять собирались в первый дом, и здесь начинался пир.
В селе Сабаево Корсунского уезда "кардаз оскс" или "калдамаз оскс", как некоторые здесь называют это моление, справлялся спустя две недели после Крещения. Для моления нарочно пекли четыре небольших ситных хлеба, которые назывались "керемедень кшить" (хлебы керемети), и жарили поросенка. Моление устраивалось посреди двора, куда выносили стол. На стол ставились только указанные выше четыре хлеба с солонкой и жареный поросенок. Другой стряпни не выносили. Иконы на этом молении не было. Зажженную свечу прикрепляли к солонке и молились на восток. Особенностью этого моления было то, что на нем — а равно и за обедом, следовавшим за молением — не употребляли ножа; поросенка и хлебы ломали руками и ели с ладони. Кости поросенка после относили в свиной хлев, на съедение свиньям, чтобы свиньи, как эрзя объясняли, велись хорошо.
Накануне Нового Года в каждом доме стряпают „орешки", жарят поросенка или гуся, а то и курицу — у кого что есть. Вечером устраивается моление. Хозяйка берет в руки сначала каравай хлеба и, качая его над столом, просит „пакся сярка" (богиню поля), чтобы уродился хлеб; потом, взяв в руки чашку с „орешками", просит Вирь-аву (богиню леса) об урожае орехов. Качая жареного поросенка, она просит Юрт-аву (богиню двора) о размножении скота.
Вечером молодые парни, нарядившись в вывороченные шубы и шапки и взяв и в руки веники, ходят по домам и собирают „орешки*. При этом разговор с хозяевами ведут по-русски: „Давай, бабай, орешки!" и т.п. Хозяева, вручая им орешки, говорят: „Нада, нада пяштенят, тевсь икелюв молеза, чачеза сюра, раштаст живатат“. (Нате, нате вам орешков; молитесь, чтобы дело шло вперед, чтобы уродился хлеб и умножился скот). Вениками бьют тех, кто не даст им орешков или скажет что-нибудь им неnpиятное. А большей частью веникам и пугают детей, которых в этот вечер обыкновенно прячут от ряженых по чуланам.
Когда обойдена будет вся деревня, орешки делят между собою поровну и съедают.
В день Крещения пекут из теста лошадок, а также фигурки в виде ульев, одоньев, скотных дворов с коровами, овцами и свиньями и куриные гнезда с курами и яйцами. Вечером опять моление.
В Крещение и следующей за ним день (7-го января) катаются на лошадях. Если кто в этот день не покатается на своих лошадях, то карда-сярка будет щекотать его лошадей, и они отощают.
Вот как описывает пасхальные поминки в д. Кардафлей г. Евсевьев: «В Великую субботу в каждом доме пекут блины, на передней лавке приготовляют постель для покойников, – стелют войлок, кладут подушку, на подушку белый платок – утиральник. Накрывают стол; на стол ставят ведро браги, горшок каши, кучу блинов, пред иконами зажигают свечку, все семейные становятся в ряд, хозяин и хозяйка дома выступают немного вперед и начинают молиться — звать предков на праздник: «Прадеды и прабабушки, услышьте нас, стряхните с себя земную пыль, приходите к нам на праздник; на ваше имя мы блины пекли, брагу варили; соберите всех своих родных и приходите; может быть, между вами есть безродные, которых некому пригласить, вы и их возьмите с собой, чтобы и они не остались без праздника; у нас всего вдоволь – всем хватит; вот бочка пива (при этом берет стакан пива на руки и качает); вот горшок каши». Потом хозяйка дома указывает на постель: «Вот вам для отдыха место мы приготовили, после обеда отдыхайте тут». Затем все садятся за стол и начинают есть блины и пить пиво. В Великую же субботу приготовляется в очередном доме родни по мужской линии в складчину на все родство медовый квас. Квас этот называется «атян пуре» – квас предков. В Великую субботу кардафлейские мордва уже не работают, даже комнату не убирают, а сидят дома, наряженные по-праздничному.

## Генетика
У эрзянского представителя села была обнаружена Y-хромосомная гаплогруппа J2a2a1a~ (PF5008>Y441894).

## Антропология
Несколько жителей села описаны в книге Майнова Владимира Николаевича. «Результаты антропологических исследований среди мордвы-эрзи» (Илья Снагин, Алексей Москаев, Федор Бурмистров, Сергей Егоров, Аграфена Чебанова, Елена Гордеева, Дарья Евреинова, Прасковья Усанова, Дарья Худякова, Иван Чебанов, Артамон Исаев, Василий Исаев, Петр Исаев, Петр Чебанов).

## Население
| 1748 | 1864 | 1877 | 1897  | 1910  | 1926 | 1930  |
| ---- | ---- | ---- | ----- | ----- | ---- | ----- |
| 108  | ↗718 | ↗785 | ↗1049 | ↗1198 | ↘996 | ↗1009 |
| 1939 | 1959 | 1979 | 1989  | 1996  | 2002 | 2010  |
| ↘808 | ↘700 | ↘447 | ↘229  | ↘191  | ↘147 | ↘94   |

### Национальный состав
Согласно результатам переписи 2002 года, в национальной структуре населения мордва составляла 97 % из 147 чел.
Согласно результатам переписи 2021 года, 50 чел.